# Omišalj
Omišalj es un municipio de Croacia en el condado de Primorje-Gorski Kotar.

## Geografía
Se encuentra a una altitud de 83 m s. n. m. a 162 km de la capital nacional, Zagreb.

## Demografía
En el censo 2011 el total de población del municipio fue de 2983 habitantes, distribuidos en las siguientes localidades:
- Njivice -  1115
- Omišalj - 2983

| Gráfica de población de Omišalj 1857-2011                           |
|                                                                     |
| Según los censos de población de la oficina estadística de Croacia. |